# Агами (індуїзм)
Агама (санскр. आगम, āgama IAST) — термін у індуїзмі. Вживається як загальна назва однієї з категорій індуїстських священних писань і також застосовується для позначення конкретних текстів деяких напрямів індуїзму. До агам належить велика кількість індуїстських санскритських текстів. Існують шиваїтські, вайшнавістські і шактистські агами. У шиваїстських агамах вищою реальністю проголошується Шива. У вайшнавських агамах (Панчаратрі та Вайкганаса-самхітах) верховним Богом оголошується Вішну. У шакта-агамах (Тантрах) як верховному божеству поклоняються Шакті — дружині Шиви й божественній матері Всесвіту. У кожному з цих збірників текстів пояснюються богослов'я і філософія кожного з цих напрямів індуїзму. До категорії агам також належать найавторитетніші джерела йоги та її методів. Агами іноді також називають танти.

## Агами в шиваїзмі
Шиваїтські агами є строго теїстичними і описують Шиву як Всевишнього Господа, іманентного і трансцендентного. Поділяються на 64 «кашмірських Шайва-агами» (64 тантри Трику) і 28 агам шайва-сиддханти. До останньої групи належать основоположні писання школи шайва-сіддханта. З них десять належать до категорії «шивабхеда» і вважаються дуалістичними. Вісімнадцять агам відносяться до категорії «рудрабхеда» і є недуалістичними. Ріші Тирумулар у своєму Тирумантирам згадує про 28 агам і перераховує назви дев'яти. З них вісім — Карана, Каміка, Віра, Чинтья, Ватула, Вімала, Супрабхеда і Макута — перебувають у нижче наведеному списку 28-ми агам, а дев'ята, Калоттара, в даний час[коли?] вважається Упагамою, тобто допоміжним текстом, Ватули.
Каміка — це агама, якою найширше користуються в тамільських шиваїстських храмах, оскільки до неї є коментар-керівництво (паддхати) Агхорашиви.
Віра-шиваїти особливо шанобливо ставляться до Ватула-агам і Віра-агам. Писання Шайва-агам більше, ніж що-небудь інше, об'єднують всі школи шиваїзму. Самі агами стверджують, що всі вони повністю узгоджуються з навчаннями Вед, містять сутність Вед і повинні вивчатися з тим же високим ступенем відданості.
Упагами — це вторинні агами. Великий звід текстів, схожих за характером на основні агами. Кожна з 28-ми сиддхантистських Шайва-агам має до 16-ти пов'язаних з нею Упагам, які дають точнішу або детальну інформацію щодо основного тексту, всього відомо 207 чи 208 Упагам.
Кожна агама містить зазвичай 4 частини-канди:
1. Відья-канда або «'джнана-канда»' — знанні, філософії;
2. Йога-канда- про методи йога;
3. Крия-канда — про дії;
4. Чарья-канда — про практику.

«'Крия-канда»' і «'Чарья-канда»' викладають різні способи поклоніння, процедури установки мурті у храмах та інші традиційні способи релігійного служіння. Але шиваїзм це не лише слідування релігійним традиціям. Це духовний шлях здобуття йоги — живий зв'язок з Богом і джнани — знання як бачення та досвіду. Відповідні розділи агам викладають зміст цих форм духовного досвіду. В частині «'Йога-канда»' викладається природа Шива-таттви, зв'язку між Шивою і космосом, відносини між дживою і Шивою. Шляхи йоги як зв'язку душі і Бога. Найважливішою є «'Джнана-канда»', тому в ній дається результат всього шляху, сиддханта, висновок.
З 28 Шайва-агам 10 вважаються такими, що належать самому Шиві: 1. Каміка 2. Йогаджа 3.Чинтья 4. Карана 5. Аджита 6. Дипта 7. Сукшма 8. Сахасрак 9. Аншуман 10. Супрабха.
Інші 18 належать перу різних вчителів і ріші мали пряме бачення Шиви: 11. Віджая 12. Нишваса 13. Сваямбхува 14. Аджнеяка 15. Бхадра 16. Раурава 17 Макута 18. Вімала 19. Чандраджняна 20. Мукхайугбиба. 21. Удгіта 22. Лаліта 23. Сіддха 24. Сантана 25. Нарасімха 26. Кірана 27. Парамешвара 28.Пара
Всі ці 18 були повідані Шивою святим заради блага відданих присвячених.

## Агами в шактизмі
У шактизмі відомо 77 агам, які діляться на три категорії:
- 5 «сабхагам» — навчають навичкам, що ведуть до пізнання й звільнення;
- 64 «каулагами» — навчають навичкам, що мають на меті розвиток магічних сил;
- 8 «мишрагам» — мають на меті і те і інше.